# Caprie
Caprie is een gemeente in de Italiaanse provincie Turijn (regio Piëmont) en telt 1958 inwoners (31-12-2004). De oppervlakte bedraagt 16,3 km², de bevolkingsdichtheid is 120 inwoners per km².

## Demografie
Caprie telt ongeveer 867 huishoudens. Het aantal inwoners steeg in de periode 1991-2001 met 7,5% volgens cijfers uit de tienjaarlijkse volkstellingen van ISTAT.
| Jaar | Inwoneraantal |
| ---- | ------------- |
| 1991 | 1752          |
| 2001 | 1883          |

## Geografie
Caprie grenst aan de volgende gemeenten: Condove, Rubiana, Villar Dora, Sant'Ambrogio di Torino en Chiusa di San Michele.

## Galerij

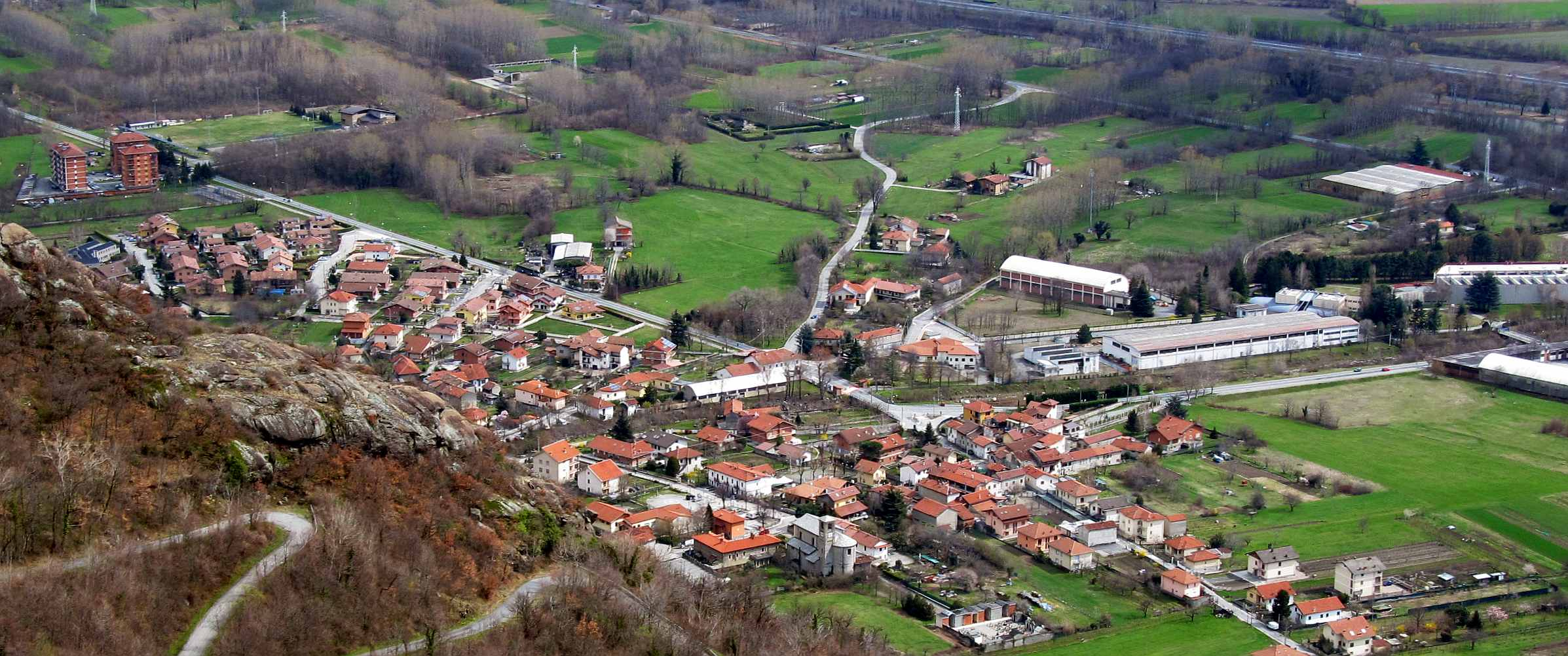
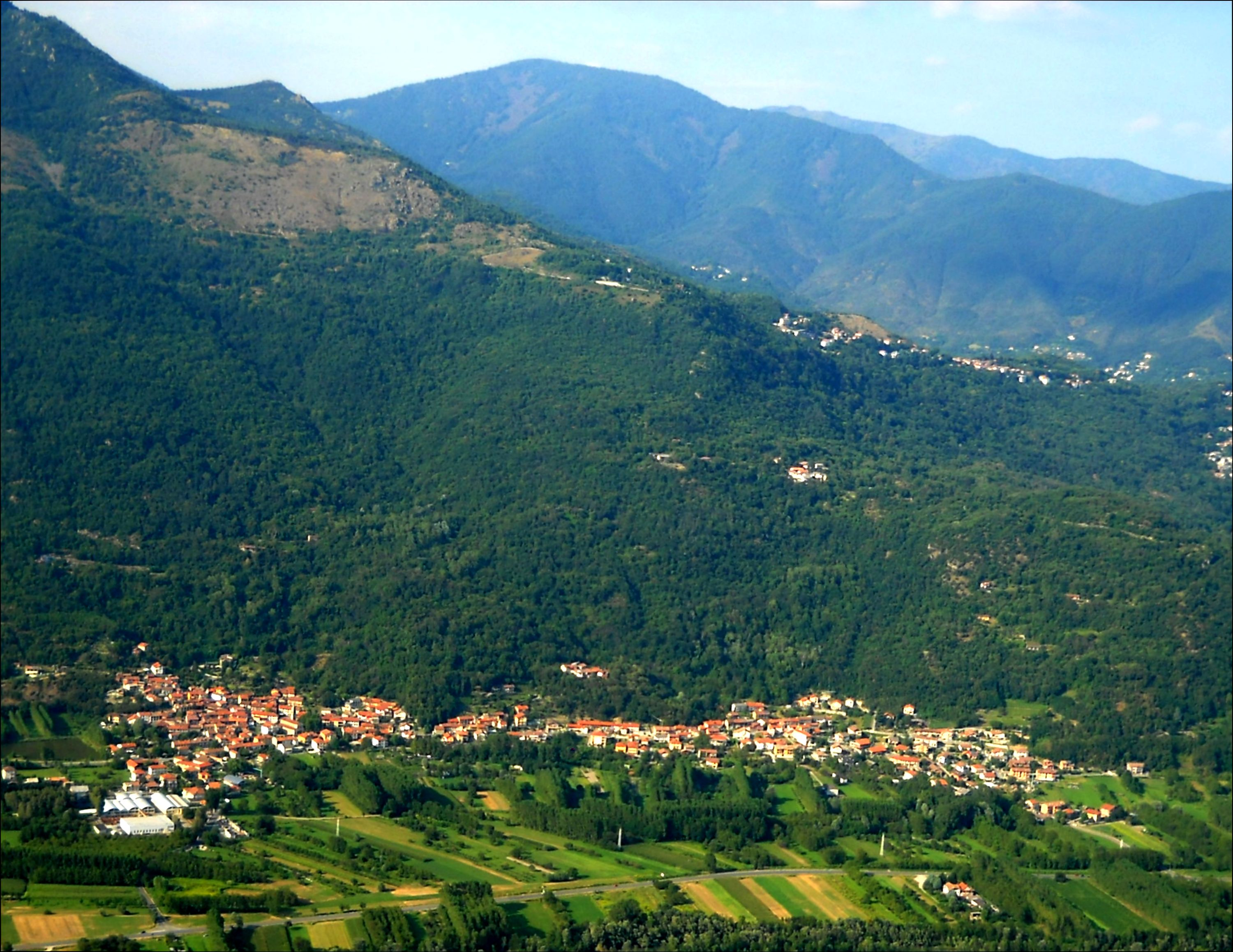
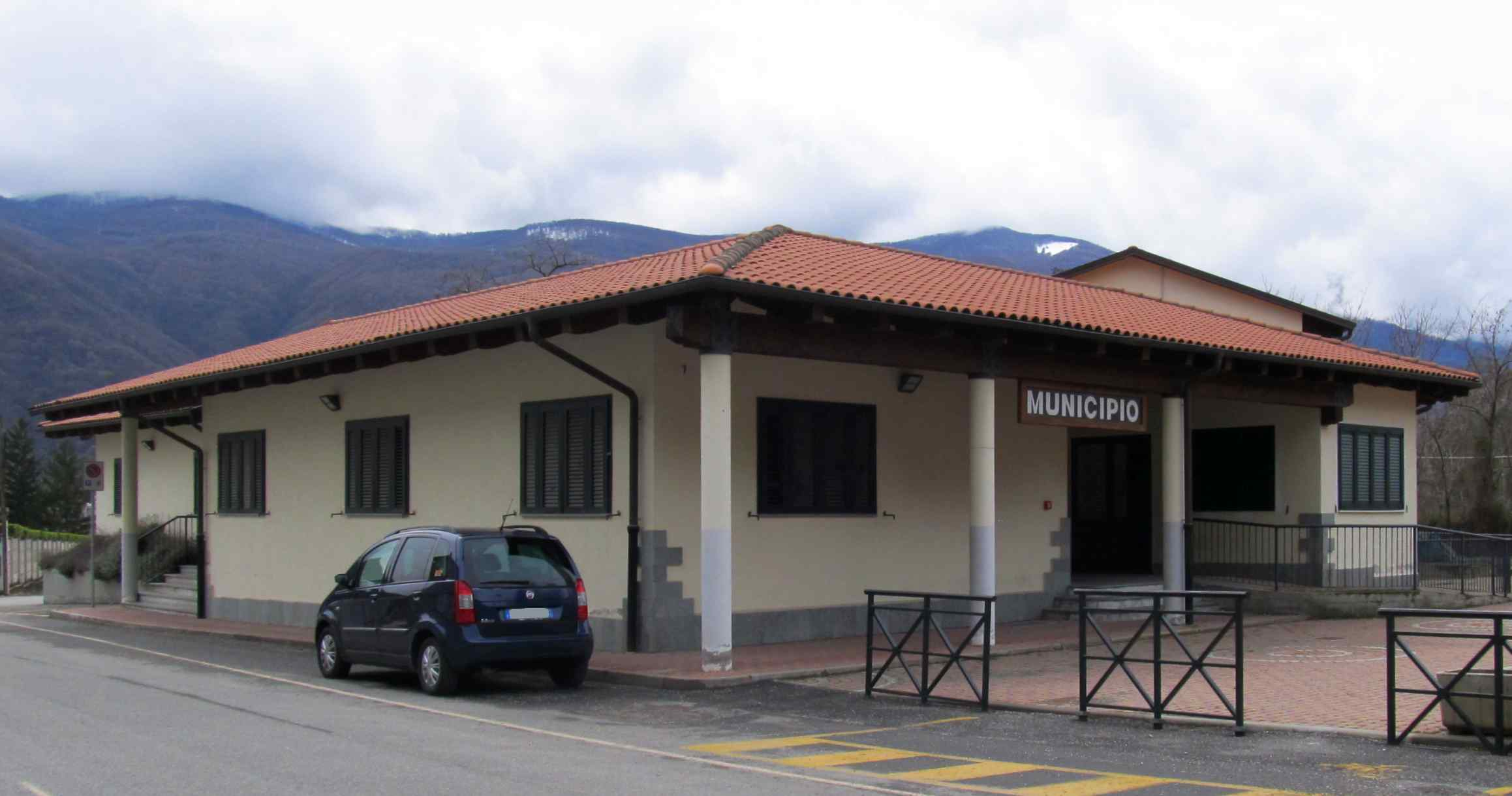

1. ↑  https://demo.istat.it/?l=it.